# Dębowa Kłoda (gromada)
Dębowa Kłoda – dawna gromada, czyli najmniejsza jednostka podziału terytorialnego Polskiej Rzeczypospolitej Ludowej w latach 1954–1972.
Gromady, z gromadzkimi radami narodowymi (GRN) jako organami władzy najniższego stopnia na wsi, funkcjonowały od reformy reorganizującej administrację wiejską przeprowadzonej jesienią 1954 do momentu ich zniesienia z dniem 1 stycznia 1973, tym samym wypierając organizację gminną w latach 1954–1972.
Gromadę Dębowa Kłoda z siedzibą GRN w Dębowej Kłodzie utworzono – jako jedną z 8759 gromad na obszarze Polski – w powiecie włodawskim w woj. lubelskim na mocy uchwały nr 17 WRN w Lublinie z dnia 5 października 1954. W skład jednostki weszły obszary dotychczasowych gromad Dębowa Kłoda, Leitnie, Żmiarki, Uhnin i Białka ze zniesionej gminy Dębowa Kłoda w tymże powiecie.
13 listopada 1954 gromada weszła w skład nowo utworzonego powiatu parczewskiego w tymże województwie, gdzie ustalono dla niej 15 członków gromadzkiej rady narodowej.
1 stycznia 1960 do gromady Dębowa Kłoda włączono obszar zniesionej gromady Plebania Wola oraz wieś i kolonię Bednarzówka oraz kolonię Rudniki ze zniesionej gromady Chmielów w tymże powiecie.
Gromada przetrwała do końca 1972 roku, czyli do kolejnej reformy gminnej. 1 stycznia 1973 – tym razem w powiecie parczewskim – reaktywowano gminę Dębowa Kłoda.